# Mistérios de Lisboa
Mistérios de Lisboa ("Lissabons mysterier") är en dramafilm från 2010 i regi av Raúl Ruiz, med Adriano Luz, Maria João Bastos, Ricardo Pereira, Clotilde Hesme, Afonso Pimentel och Léa Seydoux i rollerna. Den utspelar sig på 1800-talet och följer ett rikt persongalleri i mystiska intriger genom Portugal och flera andra länder. I centrum står en föräldralös pojke som får höra olika människor berätta om sina levnadsöden.
Filmen var en fransk-portugisisk samproduktion och är på både franska och portugisiska. Den franska titeln är Mystères de Lisbonne. Manusets bygger på Camilo Castelo Brancos roman Os Mistérios de Lisboa från 1854. Inspelningen var problematisk på grund av regissörens vacklande hälsa. Under inspelningens gång var Ruiz tvungen att genomgå en riskfylld levertransplantation.
Mistérios de Lisboa släpptes först i en bioversion som är fyra och en halv timme lång. Därefter sändes en TV-version med sex entimmesavsnitt i Arte under 2011. Filmen fick Louis Delluc-priset i Frankrike, Globo de ouro för bästa film i Portugal och flera festivalpriser. Det var den sista av Ruiz' filmer som släpptes under hans egen livstid; han avled i augusti 2011 med flera filmer under arbete.

## Medverkande
- Adriano Luz som Padre Dinis
- Maria João Bastos som Angela de Lima
- Ricardo Pereira som Alberto de Magalhaes
- Clotilde Hesme som Élisa de Montfort
- Julien Alluguette som Benoît de Montfort
- Léa Seydoux som Blanche de Montfort
- José Afonso Pimentel som Pedro da Silva
- Melvil Poupaud som Ernest Lacroze
- Sofia Aparício som Condessa de Penacova
- Malik Zidi som Armagnac